# 中华人民共和国计划生育史
中华人民共和国计划生育的历史可以追溯到1950年代。1950-1970年间，各种因素导致中国的计划生育并未广泛实行。1970年代计划生育全面推行，1979年后实施了严格的一胎政策。2010年后，计划生育政策逐渐放宽。

## 1970年前：人口激增

### 建国初期
1949年9月，毛泽东在《历史唯心观的破产》写道：“中国人口众多是一件极大的好事...…西方资产阶级经济学家如象马尔萨斯之流所谓食物增加赶不上人口增加的一套谬论，不但被马克思主义者早己从理论上驳斥得干干净净，而且已被革命后的苏联和中国解放区的事实所完全驳倒。在共产党领导下，只要有了人，什么人间奇迹也可以造出来。”中国人民共和国成立初期，经历朝鲜战争，中国政府曾鼓励生育，并效仿苏联给予生育多的妇女以“英雄母亲”、“光荣母亲”的称谓。 与此同时，1950年4月和1953年1月，中央人民政府卫生部、人民革命军事委员会卫生部和中央人民政府政务院文化教育委员会先后下发《机关部队妇女干部打胎限制办法》和《限制节育及人工流产暂行办法》（[53]卫妇字第15号），对节育和人工流产做出限制。
1953年，在人口学家马寅初等人的提议下，中国政府于1953年进行了第一次全国人口普查，7月1日最终结果显示中国大陆人口突破6亿，比1949年增长超过1亿多人口、人口自然增长率超过20‰。 1953年8月，邓小平指示卫生部改正限制节育的政策。与此同时，时任北京大学校长的马寅初等人随即带队进行了调查研究，并多次向中共中央和中国政府提出要进行“计划生育”、“控制人口”，获得刘少奇、周恩来等领导人的认可。1954年7月和11月，卫生部下发《避孕及人工流产暂行办法》和《关于改进避孕及人工流产问题的通报》（[54]卫药字第579号），提出“避孕节育一律不加限制，但亦不公开宣传”。1954年12月27日，全国人大常委会委员长刘少奇召集国务院多个单位的负责人举行了节制生育问题的座谈，指出“党是赞成节育的”。
1955年2月，卫生部党组向中共中央提交了关于节制生育问题的报告，提出“节育应该一律不加限制，并应适当地加以提倡，给予指导。人工流产或绝育应加以限制。溺婴则应禁止。”3月，中共中央在对该报告的批示中说：“我们党是赞成适当地节制生育的”。1956年3月，卫生部下发《关于人工流产及绝育手术的通知》，将人工流产及绝育手术的限制条件放宽为至少有四个孩子。1956年9月，周恩来在《关于发展国民经济的第二个五年计划的建议的报告》中提出“适当地提倡节制生育”。1956年10月，毛泽东在会见南斯拉夫妇女代表团时指出“夫妇之间应该订出一个家庭计划，规定一辈子生多少孩子”。1957年2月27日，毛泽东在最高国务会议第11次（扩大）会议上说“要提倡节育，少生一点就好了。要有计划地生产。……这个政府可能要设一个部门，设一个计划生育部好不好？或者设一个委员会吧，节育委员会，作为政府的机关。”1957年7月，马寅初发表了《新人口论》，提倡控制人口数量。

### 大跃进
1958年，毛泽东等人发动了“大跃进”，他的人口观开始产生变化。1958年1月，毛泽东提到：“应看到人多是好事，实际人口七亿五到八亿时再控制。现在还是人少，很难叫农民节育。……人多好还是人少好？我说现在还是人多好，恐怕还要发展一点。” 此时他并未完全否定计划生育，他表示“我是赞成节育的，并且赞成有计划地生育的。像日本人一样能控制。现在人多一些，气势旺盛一些。要看到严重性，同时也不要那么很怕。我是不怕的，再多两亿人口，我看问题就解决了。走到极点就会走向反面。现在我看还没有达到极点。中国地大物博，还有那么一点田。人多没有饭吃怎么办？少吃一点。要节省。一方面讲节育，一方面要节省，要成为风气。” 而到了4月，毛泽东在《介绍一个合作社》一文中，进一步提出了“人多力量大”的观点，他认为：“除了党的领导之外，六亿人口是一个决定的因素。人多议论多，热气高，干劲大。”
与此同时，1957年“反右运动”起，马寅初和他的《新人口论》逐渐遭到了全国范围的批判，尤其在大跃进期间受到了毛泽东、康生、陈伯达等人的强烈反对；1960年他被迫辞去北大校长职务，并遭到软禁，随后又被免去全国人大常委的职务。期间，毛泽东还让人向马寅初放话：“马寅初先生不服输，不投降，可以继续写文章，向我们作战嘛！他是个很好的反面教员嘛！”
大跃进直接造成了三年困难时期，据各方估计有数千万人因此非正常死亡，1960年首次出现了不正常的人口负增长、计划生育被搁置。 而1950年代，中国大陆的总和生育率高达5.9。

### 三年困难时期后
三年困难时期过后，1962年中国出现了补偿性人口生育高峰（婴儿潮），1962年12月28日，中共中央、国务院随即发出《关于认真提倡计划生育的指示》，提出“在城市和人口稠密的农村提倡节制生育，适当控制人口自然增长率，使生育问题由毫无计划的状态逐步走向有计划的状态，这是我国社会主义建设中既定的政策。”
此后，卫生部妇幼卫生司设立了计划生育处。1963年2月，周恩来强调人口多“应该肯定是好事，但长处中也有麻烦；要节制生育，一对夫妇生两个就够了”。 1963年10月，卫生部下发《关于修改人工流产及男女结扎手术条件规定的通知》，取消人工流产和绝育手术的限制条件；1964年1月，国务院设立计划生育委员会，但于1968年11月被撤销，计划生育工作仍由卫生部承担。 因此，在1970年以前，各种因素导致中国的计划生育并未切实推广，截止1964年，中国第二次全国人口普查显示中国全国总人口接近7.23亿，而截止1969年中国人口超过8亿。

## 1970年-1978年：最多两个

### 毛泽东时期
1971年，全国总人口达8.52亿，人口出生率和自然增长率分别高达30.7‰和23.4‰。1970年代初期，毛泽东等人的态度发生转变，中国政府开始切实推行计划生育，在第四个五年计划中提出了“一个不少，两个正好，三个多了”的口号。
1971年7月，国务院转发卫生部等《关于做好计划生育工作的报告》。1972年，卫生部提出“晚、稀、少”人口政策的设想。1973年7月，国务院设立计划生育领导小组，华国锋任组长，12月第一次全国计划生育工作汇报会确定了“晚、稀、少”方针，提倡晚婚（农村女23周岁，男25周岁，城市更高）、一对夫妇生育两个孩子、间隔四年左右，计划生育工作全面推行。当时的计划生育曾经采取强制结扎、强制堕胎甚至杀婴等手段。
1976年9月，毛泽东逝世，同年中国人口数量到达9.3亿，生育率从1970年的4.8降至3.2、依然高于世界平均水平。

### 过渡时期
1977年8月12－18日中共第十二次全国代表大会：“到本世纪末，必须力争把我国的人口控制在十二亿以内。”1978年2月26日，中共中央主席、国务院总理、中央军委主席华国锋在第五届全国人大第一次会议上做的政府工作报告中提出“计划生育很重要。有计划地控制人口增长，有利于国民经济的有计划发展……必须继续认真抓好，争取在三年内把我国人口自然增长率降到百分之一以下。”1978年3月5日，新宪法第五十三条规定“国家提倡和推行计划生育”。

1978年6月26-28日，新一届国务院计划生育领导小组召开第一次会议。中共中央政治局候补委员、国务院副总理陈慕华担任国务院计划生育领导小组组长。领导小组成员来自国务院所属的国家计划委员会、国家科学技术委员会、财政部、卫生部等部委的领导人员。国务院计划生育领导小组第一次会议着重研究了贯彻落实华国锋总理在五届人大一次会议上提出的三年内把我国人口自然增长率降到百分之一以下的任务。9月完成的会议报告中规定“晚婚年龄，农村提倡女23周岁，男25周岁，城市略高于农村。提倡一对夫妇生育子女数最好一个最多两个，生育间隔三年以上。” 1978年10月26日，中共中央批转《关于国务院计划生育领导小组第一次会议的报告》，即中发（1978）69号文件，提出:
五届人大政府工作报告中提出，‘争取在三年内将我国人口自然增长率降到百分之一以下’，发展国民经济十年规划纲要中规定，从一九八一年到一九八五年把全国人口自然增长率降至千分之九左右，这个奋斗目标，是新时期总任务赋予全党全军和全国人民的一项艰巨而又光荣的任务。
解决好有关计划生育的各项政策。
晚育年龄，农村提倡女23周岁，男25周岁结婚，城市略高于农村。提倡一对夫妇生育子女数最好一个最多两个。生育间隔三年以上。

对于计划生先进个人和集体。要给予表扬和鼓励。对个别干部、党团员、职工，不实行晚婚、节育，要进行教育，在群众中影响很坏的，要开展批评和自我批评；情节恶劣的，要给予纪律处分。对破坏计划生育的阶级敌人要及时揭露，坚决打击。有关农村口粮分配，城市住房分配等社会经济政策和其他一些规定，要有利于计划生育工作的开展。

## 1979年-1990年：一胎化

### 筹备阶段
1978年底，邓小平成为中国第二代最高领导人，主导了拨乱反正、马寅初等人获得平反。
1979年1月，全国计划生育办公室主任会议召开，提倡今后每对夫妇生育子女数最好一个、最多两个、间隔三年以上，讨论了争取1980年把中国人口自然增长率降到百分之一以下的具体措施。此次会议第一次将计划生育作为政府倡导的一项活动，改变成为一种需要政府通过强有力的行政手段才能够推进的工作，要求在全国性法律颁布之前，各个省、直辖市、自治区先行制订地方的计划生育试行条例。1979年3月30日，邓小平在中共理论工作务虚会中提道：
“要使中国实现四个现代化，至少有两个重要特点是必须看到的：一个是底子薄……第二条是人口多，耕地少。现在全国人口有九亿多，其中百分之八十是农民。人多有好的一面，也有不利的一面。在生产还不够发展的条件下，吃饭、教育和就业就都成为严重的问题。我们要大力加强计划生育工作，但是即使若干年后人口不再增加，人口多的问题在一段时间内也仍然存在。耕地少，人口多特别是农民多，这种情况不是很容易改变的。这就成为中国现代化建设必须考虑的特点。”
此后，邓小平、陈云、华国锋、李先念等中共中央领导人先后表示支持计划生育政策，而陈云等人率先提出了严格的“一孩政策”。
- 1979年5月份，邓小平听取习仲勋汇报时插话说“力争人口降到千分之五，用行政的、经济的办法都可以，只要能降下来，就是最大胜利”[30][35]。
- 1979年6月1日，陈云在一次谈话时说，要“制定法令，明确规定只准生一个”、“先念同志对我说，实行‘最好一个，最多两个’。我说再强硬些，明确规定‘只准一个’。准备人家骂断子绝孙。不这样，将来不得了。”[36][37][38]
- 1979年6月18日，华国锋在全国人大会议上所作的《政府工作报告》中提出“要订出切实可行的办法，奖励只生一个孩子的夫妇，……今年我们要力争使全国人口自然增长率降到10‰左右，今后要继续努力使它逐年下降，1985年要降到5‰左右。”[30][39]
- 1979年6月，第五届人大二次会议结束后，国务院副总理陈慕华依据华国锋的报告，正式提出“一胎化”政策。6月27日，陈慕华在中央党校讲课时说：“我们认为，到一九八五年，把人口自然增长率控制在千分之五左右，完全可能做到。主要的办法是要求一对夫妇只生一个孩子，减少以消灭多胎现象，降低多胎率。”[30]

### 初步实行

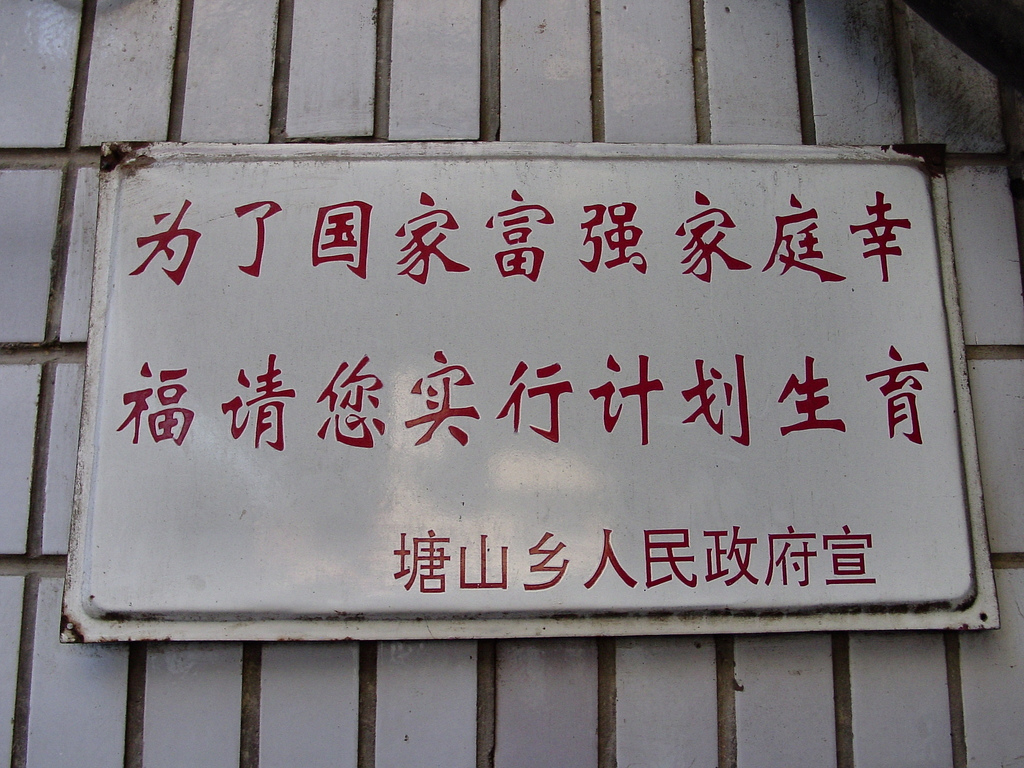
计生宣传标语

1979年下半年起，在陈云、陈慕华等人的要求下，多地又按照一胎化的要求修改计划生育规定。8月11日，陈慕华在《人民日报》发表《实现四个现代化，必须有计划地控制人口增长》长篇文章，提出20世纪末的人口目标和分两个阶段的发展方案：
“从我国的实际情况出发，长期地、自觉地、有计划地控制人口增长，这就是我们的方针。我们必须坚持这个方针，争取本世纪末做到人口自然增长率为零，即人口不增长。为了达到这个目标，我们设想分两个阶段来努力。第一个阶段，争取到一九八五年把人口自然增长率从现在的千分之十二降到千分之五左右。第二个阶段，争取在二〇〇〇年人口自然增长率降到零。……必须大力提倡和推广一对夫妇只生一个孩子。这是使人口自然增长率降低到零的主要办法，也是群众可以接受的办法。”
1979年一年里，全国29个省区市有27个出台了本省的计划生育条例，明确规定用经济的、行政的和法律的手段控制生育；除部分少数民族外，一胎化在全国城乡全面实行，仅云南、青海、宁夏、新疆农村可生育两孩（云南、青海限困难户）。
1979年10月15日，邓小平在会见格林率领的英国知名人士代表团并接受电视采访时说，“人口问题是一个重要问题。现在，我们正在把计划生育、降低人口增长率作为一个战略任务。我们提倡一对夫妇生一个孩子。凡是保证只生一个孩子的，我们给予物质奖励。”
1979年12月15日-20日，国务院计划生育领导办公室在成都召开各省、市、自治区计划生育办公室主任会议，为确保1980年和1981年的人口自然增长率降到9.5‰和8‰的目标，提出“目前当务之急是尽快把计划生育工作的重点转移到提倡和奖励一对夫妇只生一个孩子的工作上来，逐年提高生一胎的比例，限制多胎生育。”
截至1980年上半年，除新疆、内蒙古外，所有省、市、区都出台了计划生育暂行规定（新疆、内蒙古分别于1981和1982年出台规定），对违规生育者给予经济和行政的严厉处罚。1980年9月，《中共中央关于控制我国人口增长问题致全体共产党员共青团员的公开信》发表，指出“国务院已经向全国人民发出号召，提倡一对夫妇只生育一个孩子”，提出“到三十年以后……就可以采取不同的人口政策了”。 1980年，全国总人口达9.87亿，人口出生率和自然增长率分别为18.2‰和11.9‰。

### 基本国策

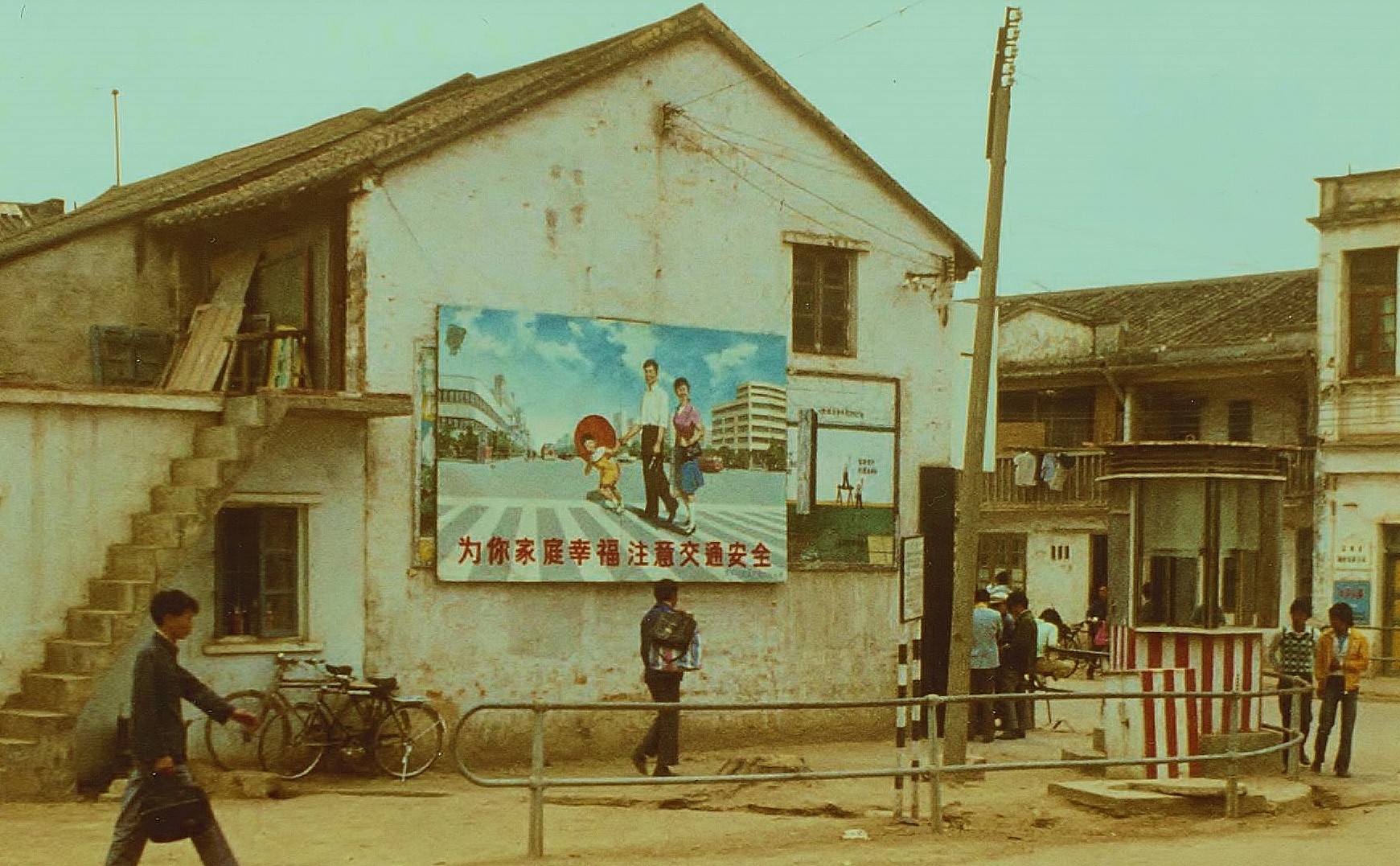
1982年中国大陆“一孩政策”的宣传画

1981年9月10日，党中央副主席、时任国务院总理赵紫阳在中央书记处122次会议上提出了放宽农村计划生育政策的两个方案，一是提倡一胎，允许两胎；二是只有一个女孩的夫妇可以再生一胎（一孩半）。国家计生委党组选择了第二方案，但反对把政策写明。1982年2月9日，中央发布的11号文件《关于进一步做好计划生育工作的指示》把政策表述成“农村普遍提倡一对夫妇只生育一个孩子，某些群众确有困难要求生二胎的，经过审批可以有计划地安排。” 一孩半政策并没有马上推行。

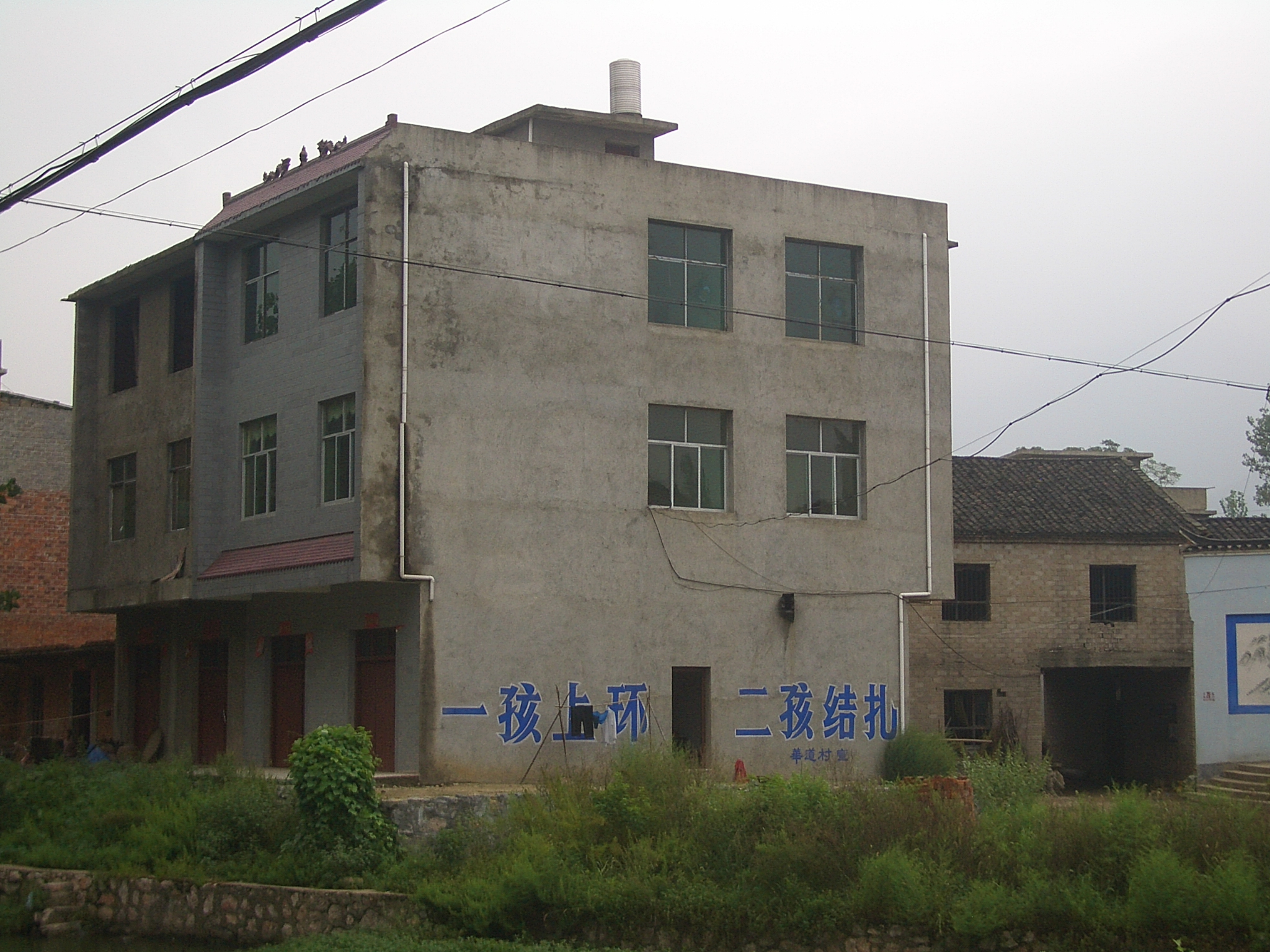
钱信忠提出“一孩上环，二孩结扎”的强制上环政策。

1982年5月，钱信忠接替陈慕华担任国家计划生育委员会主任。
1982年7月，第三次全国人口普查数据显示中国大陆人口总数突破10亿。
1982年9月，中共十二大报告确定“实行计划生育，是我国的一项基本国策”。
1982年10月，中共中央办公厅、国务院办公厅转发的《全国计划生育工作会议纪要》列举了农村双独两孩等几种可以生育二胎的情况。此后，多地农村实行了双独两孩政策。
1982年12月，《八二宪法》通过，宪法第二十五条规定“国家推行计划生育”，第四十九条规定“夫妻双方有实行计划生育的义务”。
1982-83年，钱信忠提出“一胎上环，二胎绝育”，仅1983年一年就实施上环1776万例，女性结扎1640万人，男性结扎426万人，人工流产1437万例。1983年12月，钱信忠被免职。

### 调整放宽
此后，时任中共中央总书记胡耀邦、时任中国国务院总理赵紫阳曾批示把计划生育政策放宽松一些。1984年4月5日，《中央会议决定事项通知》中说：“我们关于计划生育的实质，就是要逐步做到，除城市、城市郊区外，在大部分农村地区，要逐步做到允许第一胎生女孩的再生第二胎。这一点，只在实际工作中掌握，不公开宣传，并要有一个缓和渐变的过程。”同月，中央7号文件批转国家计划生育委员会修改后的《关于计划生育工作情况的汇报》，汇报指出“1982年规定了农村有十种情况可以生二胎，据测算，根据这一规定生二胎的只占一孩夫妇数的5%以下。我们考虑再增加几项，把二胎照顾面扩大到10%左右。” 此后，除河南、湖北、甘肃、内蒙古外，各地陆续实施双独两孩政策。但胡耀邦、赵紫阳关于普遍实行“二胎化”的批示得不到计生部门的贯彻执行，1985年仅在山西省翼城县进行了“二胎”试点。
1986年4月23日，邓小平在会见日本前首相福田赳夫时提道：“中国对人口的增长实行严格控制，是从我们的切身利益出发的。这是中国的重大战略决策。国外的人希望中国不实行计划生育，这是想让中国永远处于贫困状况。”
1988年3月31日，赵紫阳主持中央政治局常委会第18次会议，讨论并通过了国家计划生育委员会《计划生育工作汇报提纲》，再次提出“独女户”间隔几年之后可以生育第二胎的一孩半政策。
1989年12月，国家计划生育委员会在《关于计划生育工作中几个重大问题的请示》中说：“在照顾独女户生二胎的问题上，多年来一直存在着不同看法。……我们认为，现行计划生育政策是党中央决定的，不能认为这是赵紫阳同志个人的决策……”此后，截至1991年，全国除西藏自治区之外的30个省、直辖市、自治区都制定了计划生育条例，其中多数省份对满足一定条件的农户实行了一孩半政策。

## 1991年-2010年：极低生育率

### 二十世纪末

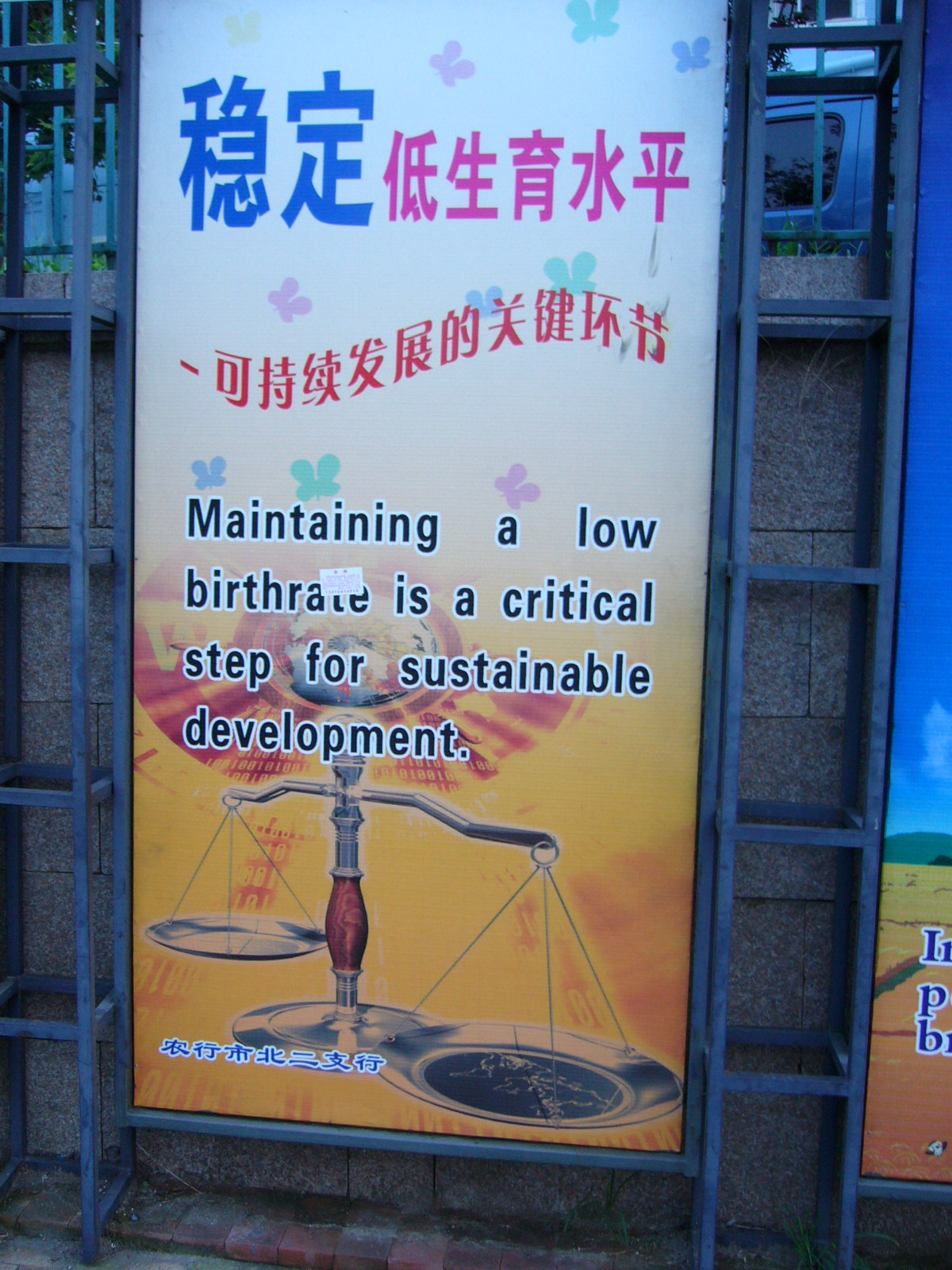
计生宣传标语

1991年，江泽民在讲话中指出要在全国实行人口与计划生育目标管理责任制。随后，中共中央、国务院5月12日做出《关于加强计划生育工作、严格控制人口增长的决定》（中发[1991]9号），要求“各级党委和政府务必把计划生育工作摆到与经济建设同等重要的位置上来……党政第一把手必须亲自抓，并且要负总责。”此后，各地推行计划生育一票否决制，即各地官员如若出现未完成上级提出的计划生育指标等问题时，其晋升、评优、评先进等资格将被“一票否决”。随着计划生育工作加强，中国大陆的总和生育率快速下降。1990年代初，总和生育率下降到世代更替水平以下。
1995年起，中国政府开始提倡“晚婚晚育、少生优生”。 1995年人口抽查显示，总和生育率为1.46。

### 二十一世纪初

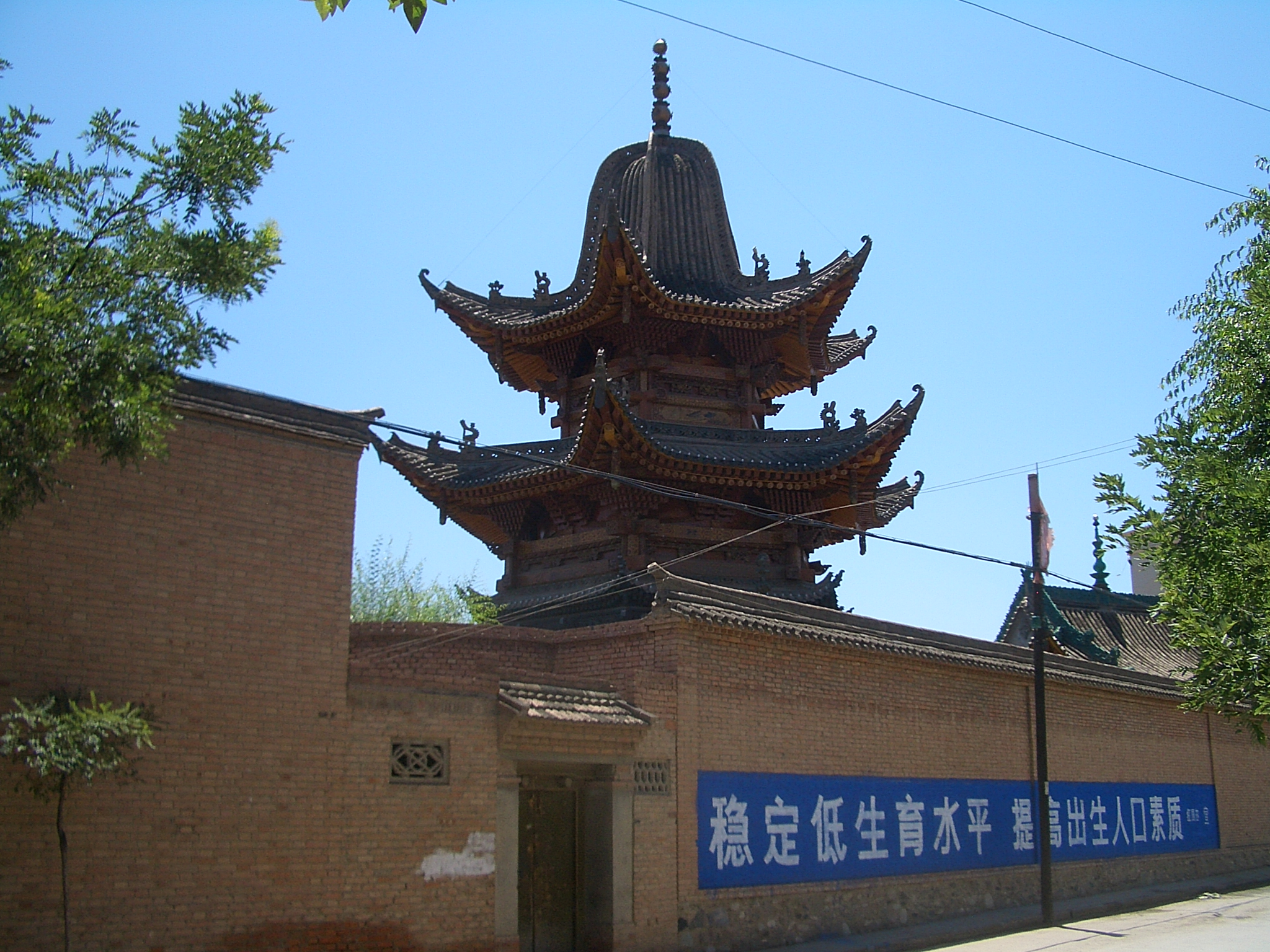
甘肃临夏市计生宣传标语

2000年3月12日，中共中央、国务院做出《关于加强人口与计划生育工作、稳定低生育水平的决定》（中发[2000]8号）。决定认为，“未来十几年，我国人口数量还将持续增长，预计年均净增1000万人以上”；“未来几十年，在实现稳定低生育水平的前提下”，人口峰值“接近16亿”。2000年第五次全国人口普查显示，中国大陆人口总数约为12.66亿，总和生育率仅为1.22、处于世界最低水平。
2001年12月29日，全国人大常委会通过《中华人民共和国人口与计划生育法》，2002年9月1日起施行。2002年8月2日，国务院公布《社会抚养费征收管理办法》，2002年9月1日起施行。办法规定以当地人均收入为计征的参考基本标准，结合当事人的实际收入水平确定征收数额。
2006年，中共中央、国务院做出《关于全面加强人口和计划生育工作、统筹解决人口问题的决定》（中发[2006]22号），要求“千方百计稳定低生育水平”。这一阶段计划生育政策仅有微调，如2002年至2003年湖北、甘肃、内蒙古实行双独两孩，部分省份放宽或取消生育间隔。
2010年第六次全国人口普查显示，中国大陆总人口达13.4亿，总和生育率仅为1.18、处于世界最低水平。2000至2010年间人口年均净增长740万人，远远低于中央2000年《决定》的估计。

## 2010年后：政策放宽
2011年11月，河南省调整生育政策，规定夫妻双方都是独生子女的经批准可以生育两个子女。至此，中国大陆31省份均已放开“双独两孩”（双独家庭生两个孩子）的政策。
2013年11月，中央决定坚持计划生育的基本国策，启动实施一方是独生子女的夫妇可生育两个孩子的政策（单独两孩），逐步调整完善生育政策，促进人口长期均衡发展。2014年，各地陆续实施单独两孩政策，但当年申请数仅106.9万，大大低于官方预期。
2015年10月，中共十八届五中全会通过决议，全面实行一对夫妇可生育两个孩子政策，以应对人口老龄化。
2018年5月，彭博社援引政府内部人士消息指计划生育政策最快将于年内取消，以减缓人口老龄化趋势。消息若得到确认，这将是计划生育政策40年来最大的改革。
2021年5月31日，中共中央政治局召开会议，宣布进一步优化生育政策，实施一对夫妻可以生育三个子女政策及配套支持措施。